# تو هاربر (مینه‌سوتا)
تو هاربر، مینه‌سوتا (به انگلیسی: Two Harbors, Minnesota) یک شهر در ایالات متحده آمریکا است که در مینه‌سوتا واقع شده‌است.

## خصوصیات
تو هاربر ۸٫۵۵ کیلومترمربع مساحت و ۳٬۷۴۵ نفر جمعیت دارد و ۲۰۴ متر بالاتر از سطح دریا واقع شده‌است.